# Choral de Bonis
Pour les articles homonymes, voir Choral (homonymie).
Le Choral ou Choral pour grand orgue en si bémol majeur, op. 139, est une œuvre de la compositrice Mel Bonis, datant de 1913.

## Composition
Mel Bonis compose son Choral pour grand orgue en si bémol majeur en 1913. L'œuvre est dédiée à Ermend-Bonnal. Elle est publiée en 1937 et rééditée en 1971 par les éditions Carrara puis par les éditions Armiane en 2011.
L'abbé Joubert, organiste de Luçon, a reçu six pièces pour orgue de la compositrice parmi lesquelles le Choral.

## Analyse
Le Choral aurait dû faire partie d'un projet de Dix Pièces pour orgue. Il aurait aussi pu être relié au Prélude et Fuguette, op. 98 et à la Communion (ou Invocation), op. 151.
L'œuvre est en forme de variations. De plus, c'est l'une des œuvres de la compositrice qui se rapproche le plus des œuvres de César Franck.

## Réception
Le Choral est donné à l'église Notre-Dame de Rennes le 13 ou le 18 novembre 1934 par Charles-Augustin Collin, concert qui semble être le seul concert d'orgue mentionnant la compositrice de son vivant.

## Sources
- Étienne Jardin, Mel Bonis (1858-1937) : parcours d'une compositrice de la Belle Époque, 2020 (ISBN 978-2-330-13313-9 et 2-330-13313-8, OCLC 1153996478, lire en ligne)